# Juan II de Trebisonda
Juan II Gran Comneno (en griego: Ιωάννης Β΄ Μέγας Κομνηνός, Iōannēs II Megas Komnēnos; c. 1262-16 de agosto de 1297) fue emperador de Trebisonda desde 1280 hasta 1297. Era el hijo más joven del emperador Manuel I y su tercera esposa, Irene Siricaina, una noble trapisondesa. Juan sucedió en el trono a su hermano Jorge que fue traicionado por sus arcontes en el monte de Taurezion.

## Reinado
Durante su reinado el título de los gobernantes de Trebisonda cambió, hasta entonces, ellos reclamaban el título tradicional de los emperadores bizantinos, «Emperador y Autócrata de los Romanos», pero a partir de Juan II se cambió a «Emperador y Autócrata de todo el Oriente, Iberia, y las Provincias Transmarinas», aunque Iberia se había perdido en el reinado de Andrónico I Gidos.
Juan es el primer gobernante de Trebisonda conocido por tener más que unos pocos incidentes e insinuaciones, ya que existe información suficiente para componer una narración relacionada con la primera parte de su reinado. La crónica de Miguel Panareto, que suele ser concisa e incluso críptica, es relativamente completa en el reinado de Juan, y las fuentes externas añaden más detalles al registro de Panareto. El emperador Juan II enfrentó muchos desafíos en su gobierno, que explica en parte su matrimonio con la hija del emperador bizantino Miguel VIII Paleólogo, Eudoxia Paleóloga.
Juan llegó a Trebisonda el 25 de abril de 1282 con su esposa, y poco después se encontró con dos amenazas. La primera venía de su hermano Jorge, que había vuelto a Trebisonda, e intentó, sin éxito, recuperar el trono. La siguiente, de su media hermana Teodora, que le depuso en 1284, para gobernar por poco tiempo. Juan fue repuesto no más tarde de 1285.

## Familia y sucesión
Juan II tuvo dos hijos con Eudoxia:
1. Alejo II, que le sucedió como emperador
2. Miguel